# نیو استویاهوک (آلاسکا)
نیو استویاهوک (به انگلیسی: New Stuyahok) شهری در ناحیه سرشماری دیلینگهام ایالت آلاسکا است که جمعیت آن در سرشماری سال ۲۰۰۰ میلادی ۴۷۱ نفر بوده‌است.